# Interstellar (nhạc phim)
Interstellar: Original Motion Picture Soundtrack là album nhạc phim cho bộ phim sản xuất năm 2014 của đạo diễn Christopher Nolan là Interstellar. Hans Zimmer tiếp tục quay lại đảm nhận soạn nhạc nền phim cho phim của Nolan, sau bộ ba phim Batman và Inception. Album nhận được nhiều lời khen ngợi. Trước khi ra mắt kỹ thuật số, album được đề cử giải Oscar cho nhạc phim hay nhất và một giải khác cho nhạc phim hay nhất tại Giải thưởng Âm nhạc trong truyền thông Hollywood. Nhạc phim được phát hành ngày 17 tháng 11 năm 2014 dưới nhãn đĩa WaterTower.

## Sản xuất
| “ | Tôi sẽ gởi cho anh một phong thư với một lá thư trong đó. Một trang. Nó sẽ cho anh biết tình tiết cốt lõi của câu chuyện. Anh hãy viết trong một ngày, rồi cho tôi nghe cái anh soạn được. | ” |
| — | |   |

Giữa tháng 10 năm 2012, Christopher Nolan gửi cho Hans Zimmer một bản đánh máy với nội dung là chủ đề của bộ phim và yêu cầu Zimmer dành một ngày để viết về các ý tưởng âm nhạc cho nó. Khi Zimmer nhận được bản ghi chú, ông đang gặp mặt các sinh viên tại Trường đại học Điện ảnh và Truyền hình Loyola Marymount. Trong một đêm, Zimmer viết một bản nhạc dài bốn phút thể hiện bằng piano và organ. Zimmer nói rằng bản nhạc thể hiện cảm xúc "làm bố có ý nghĩa như thế nào". Nolan nghe bản nhạc và đưa ra các tiết lộ về bộ phim. Bởi bộ phim còn mô tả mối quan hệ cha và con gái, Nolan gọi bản nhạc đó là "trái tim của câu chuyện". Nolan bắt đầu lên kịch bản bộ phim với bản nhạc này và nó đồng hành với ông trong suốt quãng thời gian biên tập và cả lúc quay phim. Theo Zimmer, các nhà soạn nhạc thường chỉ xuất hiện ở phần cuối của công đoạn sản xuất phim, nhưng với Interstellar, thì Zimmer bắt đầu viết nhạc hai năm trước khi bộ phim trình chiếu. Trong một bài phỏng vấn với The Hollywood Reporter, Zimmer nói rằng ông nhìn thấy mối quan hệ của ông với chính con trai mình trong lá thư đầu tiên của Nolan. Zimmer nói rằng: "Câu chuyện này và những lời thoại mà anh ấy viết cho tôi như gồm toàn những thông tin cá nhân giữa tôi với các con mình.". Theo Zimmer, Interstellar liên quan tới những người hoàn toàn cô độc. Mùa hè năm 2013, Zimmer sống khép kín cả tháng trong căn hộ của mình ở London. Với Interstellar, Zimmer và Nolan thảo luận với những quyển sách Time Life, về không gian, về các bức ảnh của NASA trong những quyển sách trẻ em.

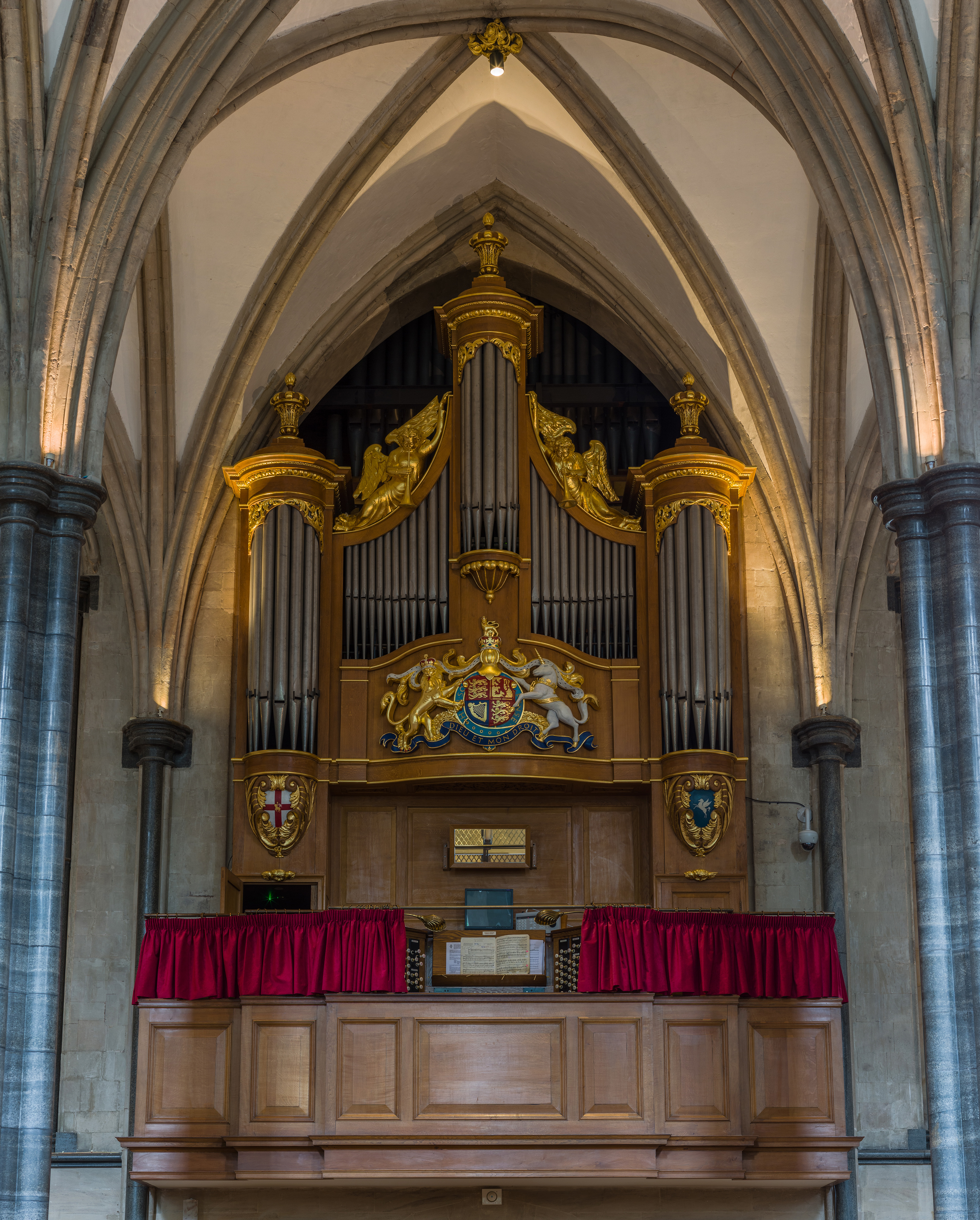
Đàn ống ở Temple Church

Mất hai năm để Zimmer hiện thực hóa album nhạc phim, song song với việc lên kịch bản và quay phim. Thông thường, khi Nolan đang quay một cảnh phim thì Zimmer đã sẵn sàng với đoạn nhạc của cảnh đó rồi. Tuy nhiên phần lớn phần thu âm được thực hiện vào cuối mùa xuân năm 2014. Chính tay Zimmer chơi từng nốt trong nhạc nền phim này, tận dụng tối đa các máy tính và máy synthesizer của ông, và giải thích rằng việc đó mang đến cho âm nhạc chất lượng tuyệt vời. Tuy nhiên sau đó ông vẫn cần các nhạc sĩ khác hỗ trợ thực hiện các đoạn nhạc phức tạp. Zimmer và Nolan đến nhà thờ Temple Church ở London để thu các đoạn nhạc thực hiện bởi chiếc đàn ống Harrison & Harrison năm 1926 thể hiện bởi giám đốc âm nhạc của nhà thờ là Roger Sayer. Sau đó, cho album nhạc hoàn chỉnh, Zimmer thêm vào một dàn nhạc 34 nhạc cụ dây, 24 nhạc cụ gỗ và bốn chiếc dương cầm và thu âm tại studio Lyndhurst Hall của AIR. Chính tay Zimmer chơi đoạn độc tấu dương cầm cho những cảnh gần Sao Thổ trong phim. Ông cũng thêm vào một dàn hợp xướng 60 giọng. Theo Zimmer, ý tưởng về không khí và hơi thở vang vọng xuyên suốt nhạc phim, bởi bộ phim xoay quanh các phi hành gia mặc các trang phục không gian. Richard Harvey và Gavin Greenaway điều khiển dàn nhạc. Zimmer yêu cầu họ sắp xếp một nhóm các nhạc công bộ gỗ hàng đầu, và nói với họ hãy tạo ra những âm thanh lạ bằng nhạc cụ của mình. Các yếu tố hợp xướng chỉ mang tính thử nghiệm. Zimmer sử dụng dàn hợp xướng không theo những cách truyền thống, ví dụ, "để nghe sự thở ra của 60 người như những làn gió thổi trên những đụn cát của sa mạc Sahara." Ông sắp xếp dàn hợp xướng quay lưng về phía micrô, sử dụng tiếng dội lại cho những chiếc dương cầm. Zimmer giải thích: "Chúng ta càng đi xa Trái Đất trong bộ phim, thì âm thanh tạo ra bởi con người càng nhiều–nhưng là những dạng thức kì lạ của âm thanh con người. Giống những đoạn tin nhắn video trong bộ phim, nó hơi bị hư hại một chút, hơi trừu tượng một chút."

## Các bản nhạc
Album được phát hành với ba phiên bản: "Star Wheel Constellation Chart Digipak" (16 bài), "Digital Deluxe Album" (24 bài) và "The Illuminated Star Projection Edition" trong một gói sản phẩm 2 CD đặc biệt (29 bài). Tất cả các bản nhạc do Hans Zimmer biên soạn; "Do Not Go Gentle Into That Good Night", viết bởi Dylan Thomas. Trước mùa giải thưởng, Paramount Pictures tải lên mạng toàn bộ nhạc phim miễn phí, cho phát trực tuyến. Tổng cộng có 33 bản nhạc.

### Bản tiêu chuẩn[6]
| STT              | Nhan đề                   | Thời lượng |
| ---------------- | ------------------------- | ---------- |
| 1.               | "Dreaming of the Crash"   | 3:55       |
| 2.               | "Cornfield Chase"         | 2:06       |
| 3.               | "Dust"                    | 5:41       |
| 4.               | "Day One"                 | 3:19       |
| 5.               | "Stay"                    | 6:52       |
| 6.               | "Message from Home"       | 1:40       |
| 7.               | "The Wormhole"            | 1:30       |
| 8.               | "Mountains"               | 3:39       |
| 9.               | "Afraid of Time"          | 2:32       |
| 10.              | "A Place Among the Stars" | 3:27       |
| 11.              | "Running Out"             | 1:57       |
| 12.              | "I'm Going Home"          | 5:48       |
| 13.              | "Coward"                  | 8:26       |
| 14.              | "Detach"                  | 6:42       |
| 15.              | "S.T.A.Y."                | 6:23       |
| 16.              | "Where We're Going"       | 7:41       |
| Tổng thời lượng: | Tổng thời lượng:          | 71:47      |

### Bản Deluxe[7]
| STT              | Nhan đề | Thời lượng |
| ---------------- | --- | ---------- |
| 17.              | "First Step" | 1:47       |
| 18.              | "Flying Drone" | 1:53       |
| 19.              | "Atmospheric Entry" | 1:40       |
| 20.              | "No Need to Come Back" | 4:32       |
| 21.              | "Imperfect Lock" | 6:54       |
| 22.              | "No Time for Caution" | 4:06       |
| 23.              | "What Happens Now?" | 2:26       |
| 24.              | "Do Not Go Gentle into That Good Night" (poem by Dylan Thomas) (recited by John Lithgow, Ellen Burstyn, Casey Affleck, Jessica Chastain, Matthew McConaughey and Mackenzie Foy) | 1:39       |
| Tổng thời lượng: | Tổng thời lượng: | 20:51      |

### Bản Illuminated Star Projection[8]
| Disc 1           | Disc 1                    | Disc 1     |
| STT              | Nhan đề                   | Thời lượng |
| ---------------- | ------------------------- | ---------- |
| 1.               | "Dreaming of the Crash"   | 3:55       |
| 2.               | "Cornfield Chase"         | 2:06       |
| 3.               | "Dust"                    | 5:41       |
| 4.               | "Day One"                 | 3:19       |
| 5.               | "Stay"                    | 6:52       |
| 6.               | "Message from Home"       | 1:40       |
| 7.               | "The Wormhole"            | 1:30       |
| 8.               | "Mountains"               | 3:39       |
| 9.               | "Afraid of Time"          | 2:32       |
| 10.              | "A Place Among the Stars" | 3:27       |
| 11.              | "Running Out"             | 1:57       |
| 12.              | "I'm Going Home"          | 5:48       |
| 13.              | "Coward"                  | 8:26       |
| 14.              | "Detach"                  | 6:42       |
| 15.              | "S.T.A.Y."                | 6:23       |
| 16.              | "Where We're Going"       | 7:41       |
| Tổng thời lượng: | Tổng thời lượng:          | 71:38      |

| Disc 2           | Disc 2 | Disc 2     |
| STT              | Nhan đề | Thời lượng |
| ---------------- | --- | ---------- |
| 1.               | "First Step" | 1:48       |
| 2.               | "Flying Drone" | 1:53       |
| 3.               | "Atmospheric Entry" | 1:39       |
| 4.               | "No Need to Come Back" | 4:33       |
| 5.               | "Imperfect Lock" | 6:55       |
| 6.               | "What Happens Now?" | 2:05       |
| 7.               | "Who's They?" | 7:17       |
| 8.               | "Murph" | 11:21      |
| 9.               | "Organ Variation" | 4:52       |
| 10.              | "Tick-Tock" | 8:19       |
| 11.              | "Day One" (Original Demo) | 3:49       |
| 12.              | "Do Not Go Gentle into That Good Night" (poem by Dylan Thomas) (recited by John Lithgow, Ellen Burstyn, Casey Affleck, Jessica Chastain, Matthew McConaughey and Mackenzie Foy) | 1:37       |
| 13.              | "No Time for Caution" (hidden track) | 4:06       |
| Tổng thời lượng: | Tổng thời lượng: | 60:14      |

### Bản bonus MovieTickets.com[9]
| STT              | Nhan đề          | Thời lượng |
| ---------------- | ---------------- | ---------- |
| 1.               | "Day One Dark"   | 6:58       |
| Tổng thời lượng: | Tổng thời lượng: | 6:58       |

## Bảng xếp hạng
| Chart (2014)                        | Vị trí cao nhất |
| ----------------------------------- | --------------- |
| Album Úc (ARIA)                     | 82              |
| Album Bỉ (Ultratop Vlaanderen)      | 8               |
| Album Bỉ (Ultratop Wallonie)        | 3               |
| Album Hà Lan (Album Top 100)        | 66              |
| Album Pháp (SNEP)                   | 41              |
| Album Đức (Offizielle Top 100)      | 45              |
| Album Hàn Quốc (Circle)             | 14              |
| Album Hàn Quốc Quốc tế (Circle)     | 1               |
| Album Tây Ban Nha (PROMUSICAE)      | 49              |
| Album Thụy Sĩ (Schweizer Hitparade) | 32              |